# Théodore Guerin
Anne Thérèse Guérin, SP, řeholním jménem Theodora (2. října 1798, Étables-sur-Mer – 14. května 1856, Saint Mary-of-the-Woods) byla francouzská římskokatolická řeholnice, zakladatelka a členka kongregace Sester Prozřetelnosti ze Saint Mary-of-the-Woods, působící v Indianě ve Spojených státech amerických. Katolická církev ji uctívá jako světici.

## Život

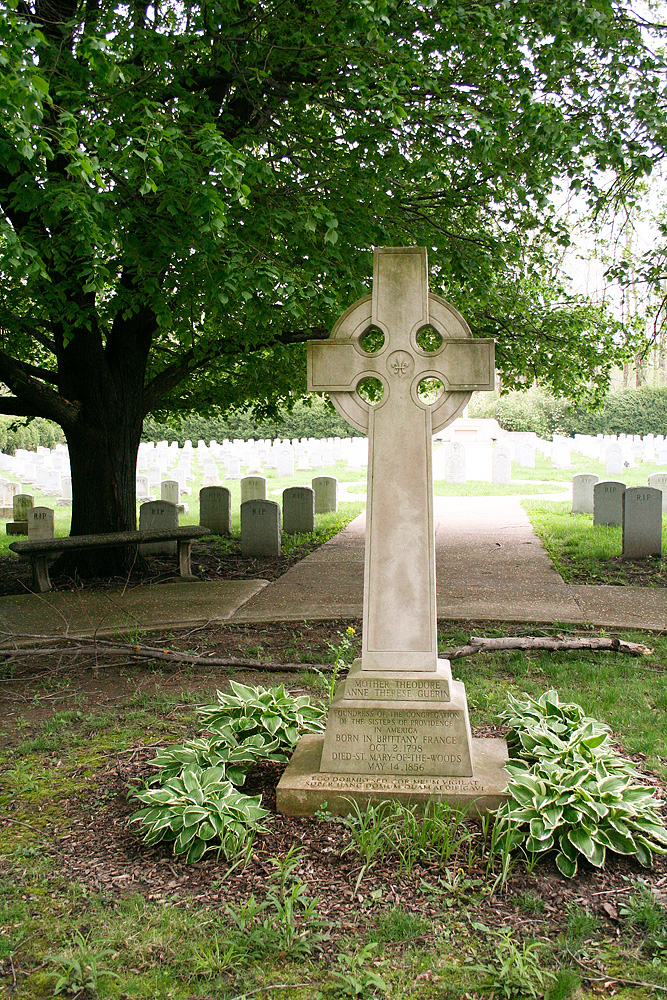
Její původní hrob v Saint Mary-of-the-Woods

Narodila se dne 2. října 1798 ve vesnici Étables-sur-Mer v Bretani ve Francii Laurentu Guérinovi, důstojníkovi francouzského námořnictva pod Napoleonem Bonapartem, a Isabelle (Lefèvre) Guérin. Narodila se ke konci velké francouzské revoluce, ve které docházelo k pronásledování katolické církve.
Měla dva bratry (Jean-Laurent a Laurent-Marie), kteří zemřeli v dětském věku a mladší sestru Marii-Jeanne. Se sestrou získala vzdělání od své matky a později od příbuzného, který s rodinou žil. V deseti letech jí bylo povoleno předčasně přistoupit k prvnímu svatému přijímání. Již v dětství toužila po řeholním životě.
Když jí bylo patnáct let, oloupili a zabili bandité jejího otce, když se vracel domů za rodinou. Její matka, která dříve přišla o dvě děti upadla do hluboké deprese. Během dospívání přijala zodpovědnost o svoji matku a mladší sestru, stejně jako o celou domácnost se zahradu. Kolem dvaceti let požádala matku o požehnání pro vstup do kláštera, což ji zpočátku nechtěla povolit, jelikož se obávala jejího odloučení od ní, ale po několika letech jí to umožnila.
Dne 18. srpna 1823 vstoupila do kongregace Sester prozřetelnosti z Ruillé-sur-Loir a přijala řeholní jméno Theodora. Dne 8. září 1825 složila své první dočasné řeholní sliby a 5. září 1831 složila sliby doživotní.
Nejprve působila jako vychovatelka v Preuilly-sur-Claise. Roku 1826 se stala učitelkou a představenou na farní škole Saint Aubin v Rennes, než přešla na školu v Soulaines-sur-Aubancev angerské diecézi. Věnovala se také péči o potřebné a chudé. V té době onemocněla pravděpodobně neštovicemi. Přestože se uzdravila, nemoc poškodila její trávicí systém, pročež musela po zbytek života držet dietu.
Roku 1840 byla na žádost biskupa diecéze Vincennes Simona Brutého spolu s dalšími řeholnicemi matkou představenou poslána na misii do Indiany. Dne 15. července 1840 odplula spolu s pěti dalšími řeholnicemi parníkem z Francie přes Atlantský oceán do Spojených států amerických. Poté, co po téměř dvou měsících do Ameriky dorazila docestovala dostavníkem do Saint Mary-of-the-Woods, malé odlehlé vesnice v okrese Vigo v Indianě, kde se spolu se svými společnicemi usadila na malém statku.
Dne 22. října 1840 založila ženskou řeholní kongregaci Sester Prozřetelnosti ze Saint Mary-of-the-Woods, do které se svou nově utvořenou komunitou přestoupila. Téhož roku se stala její první generální představenou, kterou poté byla po zbytek svého života. Organizovala založení několika desítek škol, spravovaných její kongregací a také dvou sirotčinců. Odkoupila statek, ve kterém komunita žila a přebudovala jej na klášter (mateřský dům) s kostelem a vysokou školu, která je vedena její kongregací. Jí založená kongregace se rychle rozrůstala o nové členky i řeholní domy.
V březnu roku 1856 se její zdravotní stav začal zhoršovat. Zemřela dne 14. května 1856 v mateřském domě jí založené kongregace v Saint Mary-of-the-Woods.
Pohřbena byla 15. května téhož roku na hřbitově její kongregace Saint Mary-of-the-Woods. Roku 1907 byly její ostatky přeneseny do jí vystavěného kostela Neposkvrněného početí Panny Marie v Saint Mary-of-the-Woods, později byly uloženy do jí zasvěcené svatyně při tomtéž kostele.

## Úcta
Její beatifikační proces započal dne 19. února 1956, čímž obdržela titul služebnice Boží. Dne 11. července 1992 ji papež sv. Jan Pavel II. podepsáním dekretu o jejích hrdinských ctnostech prohlásil za ctihodnou. Dne 7. července 1997 byl uznán první zázrak na její přímluvu, potřebný pro její blahořečení.
Blahořečena pak byla dne 25. října 1998 na Svatopetrském náměstí papežem sv. Janem Pavlem II. Dne 28. dubna 2006 byl uznán druhý zázrak na její přímluvu, potřebný pro její svatořečení. Svatořečena pak byla dne 15. října 2006 na Svatopetrském náměstí papežem Benediktem XVI.
Její památka je připomínána 3. října. Bývá zobrazována v řeholním oděvu. Je patronkou Indiany, města Indianapolis a diecéze Lafayette.